# 아이★츄
아이★츄(アイ★チュウ)는 일본의 소셜 게임 등을 서비스하고 있는 회사 리베르 엔터테인먼트(Liber Entertainment)에 발매한 모바일 장치 전용의 소셜 게임이다.

## 개요
유명 연예 사무소 '에트월'이 경영하는 학원 '에트월 뷔오스쿨'을 무대로 해, 주인공인 플레이어가 교사, 프로듀서의 입장에서 "아이츄"(우상이 되다 즉 아이돌의 알)를 육성한다는 취지의 게임. 당신의 아이츄(카드)를 편성하고 라이브(리듬 게임)를 플레이하고 스토리의 해방과 아이츄를 육성한다.

## 등장 캐릭터

### F∞F (파이어피닉스)
아이도 세이야 (愛童 星夜)
성우 : KENN
미나토 카나타 (湊 奏多)
성우 : 이구치 유이치
미츠루기 아키라 (御剣 晃)
성우 : 토요나가 토시유키

### Twinkle Bell (트윙클 벨)
쿠루루기 사츠키 (枢木 皐月)
성우 : 모리쿠보 쇼타로
쿠루루기 무츠키 (枢木 睦月)
성우 : 콘도 타카시

### I♥B (아이♥비)
노아 (ノア)
성우 : 하나에 나츠키
레온 (レオン)
성우 : 마스다 토시키
리 챠오양 (黎朝陽)
성우 : 에노키 쥰야
라비 (ラビ)
성우 : 나카니시 나오야
류카 (リュカ)
성우 : 우메하라 유이치로

### ArS (아르스)
쿠사카베 토라히코 (日下部 虎彦)
성우 : 로아 켄지 (아이★츄)→이쿠타 요우지 (Étoile Stage, 애니메이션)
모모이 쿄스케 (桃井 恭介)
성우 : 카구라 히로유키
토비쿠라 아키오 (鳶倉 アキヲ)
성우 : 타마루 아츠시
아마베 시키 (海部 子規)
성우 : 야치 카츠후미
오리하라 히카루 (折原 輝)
성우 : 마츠오카 요시츠구
와카오우지 라쿠 (若王子 楽)
성우 : 히라카와 다이스케

### 天上天下 (천상천하)
린도 츠바키 (竜胆 椿)
성우 : 오노 유우키
호오노키 토오야 (朴木 十夜)
성우 : 미네기시 케이
마다라오 타츠미 (斑尾 巽)
성우 : 사이토 소마
카키츠바타 아오이 (杜若 葵)
성우 : 키무라 료헤이

### Lancelot (란스로트)
토도로키 잇세이 (轟 一誠)
성우 : 마에노 토모아키
아카바네 후타미 (赤羽根 双海)
성우 : 우치다 유마
산젠인 타카미치 (三千院 鷹通)
성우 : 시라이 유스케

### RE:BERSERK (리:베르세르크)
에바 암스트롱 (エヴァ・アームストロング) / 블러디마스터 (鮮血の帝王, ブラッディマスター)
성우 : 시모노 히로
야마노베 미오 (山野辺 澪) / 데스 크로노스 (死と時の番人, デスクロノス)
성우 : 카키하라 테츠야
쥬몬지 반 (十文字 蛮) / 길티 크라운 (罪人の道化師, ギルティクラウン)
성우 : 시모즈마 요시유키

### POP'N STAR (폽픈 스타)
하나부사 코코로 (華房 心)
성우 : 무라세 아유무
카구라자카 루나 (神楽坂 ルナ)
성우 : 아마사키 코헤이
오이카와 모모스케 (及川 桃助)
성우 : 야마모토 카즈토미

### Alchemist (알체미스트)
야가쿠 쿠로 (夜鶴 黒羽)
성우 : 코바야시 유스케
우루나 사쿠 (麗 朔空)
성우 : 니시야마 코타로
바벨 (バベル)
성우 : 타쿠미 야스아키

### MG9 (엠지나인)
3부부터 등장하는 아이츄 9 그룹의 매니저.
키자키 린타로 (木崎 凛太朗)
성우 : 하타나카 타스쿠
F∞F(파이어피닉스)의 매니저.
키사라기 마시로 (如月 ましろ)
성우 : 카지와라 가쿠토
Twinkle Bell(트윙클 벨)의 매니저.
하야미 고우 (速水 剛)
성우 : 무라타 타이시
I♥B(아이♥비)의 매니저.
우타카타 아이루 (泡沫 アイル)
성우 : 타카츠카 토모히토
ArS(아르스)의 매니저.
무나카타 아츠시 (宗方 厚)
성우 : 아베 아츠시
天上天下(천상천하)의 매니저.
아라야시키 쥰타 (荒屋敷 純太)
성우 : 후지이 코헤이
Lancelot(란스로트)의 매니저.
크리스토퍼 (クリストファー)
성우 : 나카자와 마사토모
RE:BERSERK(리:베르세르크)의 매니저.
타카라 오니마루 (多加良 鬼丸)
성우 : 나가타 타카토
POP'N STAR(폽픈스타)의 매니저.
유제이 (UJ)
성우 : 테라시마 준타
Alchemist(알체미스트)의 매니저.

### 아이키즈
우리 아이츄들의 예비군인 아이돌을 지향하는 캐릭터.

#### bitter jump (비터 점프)
중학생의 캐릭터.
키사 요히츠쿠 (吉良 吉次)
키요미야 긴가 (清宮 銀河)
사에키 유키시 (佐伯 幸路)
난죠 가쿠토 (南条 楽人)
후시카와 쿠니오 (不死川 紅男)
마키세 마유미 (牧瀬 真弓)
무토 타이치 (武藤 太一)
료쿠 오리히로 (竜宮 織弘)
료쿠 타츠오미 (竜宮 龍臣)
료쿠 토시유키 (竜宮 俊之)

#### sweet step (스위트 스텝)
초등학생의 캐릭터.
이이지마 사토시 (飯島 智)
이나미 하루토 (伊波 大翔)
에타시마 와카시 (江田島 若)
가카시 미치루 (篝 ミチル)
카시와기 렌 (柏木 蓮)
키요미야 릿카 (清宮 六花)
코우카 모에키 (黄河 萌葱)
토카사 코우타 (十勝 耕太)
사이토 진파치 (雷道 甚八)
와시마 마오 (輪島 真桜)

#### baby hop (베이비 홉)
유치원생의 캐릭터.
아오이 카오루 (蒼井 薫)
아담 미러 (アダム・ミラー)
아리스가와 미미 (有住川 ミミ)
아리스가와 라라 (有住川 ララ)
이누야마 케이시 (犬山 敬二)
키요미야 코타 (清宮 弧汰)
토시죠 히사시 (東条 寿)
토리 아카리 (桃李 朱里)
토키오카 시노 (時岡 志乃)
네코다 미노루 (猫田 実)
하야마 엔츄 (葉山 炎樹)
마츠나가 노엘 (松永 ノエル)

### 그 외
아사히나 유즈키 (朝比奈 柚希)
성우 : 토요구치 메구미 (TV 애니메이션만)
쿠마 교장 (クマ校長)
성우 : 오오츠카 아키오

### 우사미 프로덕션

#### Andalsion (앤델션)
하자마 유리 (硲 ユーリ)
요미카와 치키리 (黃泉川 契)
요미카와 무스비 (黃泉川 結)
시노노메 시즈루 (東雲 詩弦)